# Música en el porfiriato
El porfiriato (1876 a 1910) se caracterizó por ser uno de los periodos de la historia de México que rindió más frutos en la música clásica y en diversos géneros, tanto de concierto, como de bailes de salón y sones populares y tradicionales como La Sandunga o Zandunga, compuesta por el compositor oaxaqueño Máximo Ramón Ortiz.

## Antecedentes

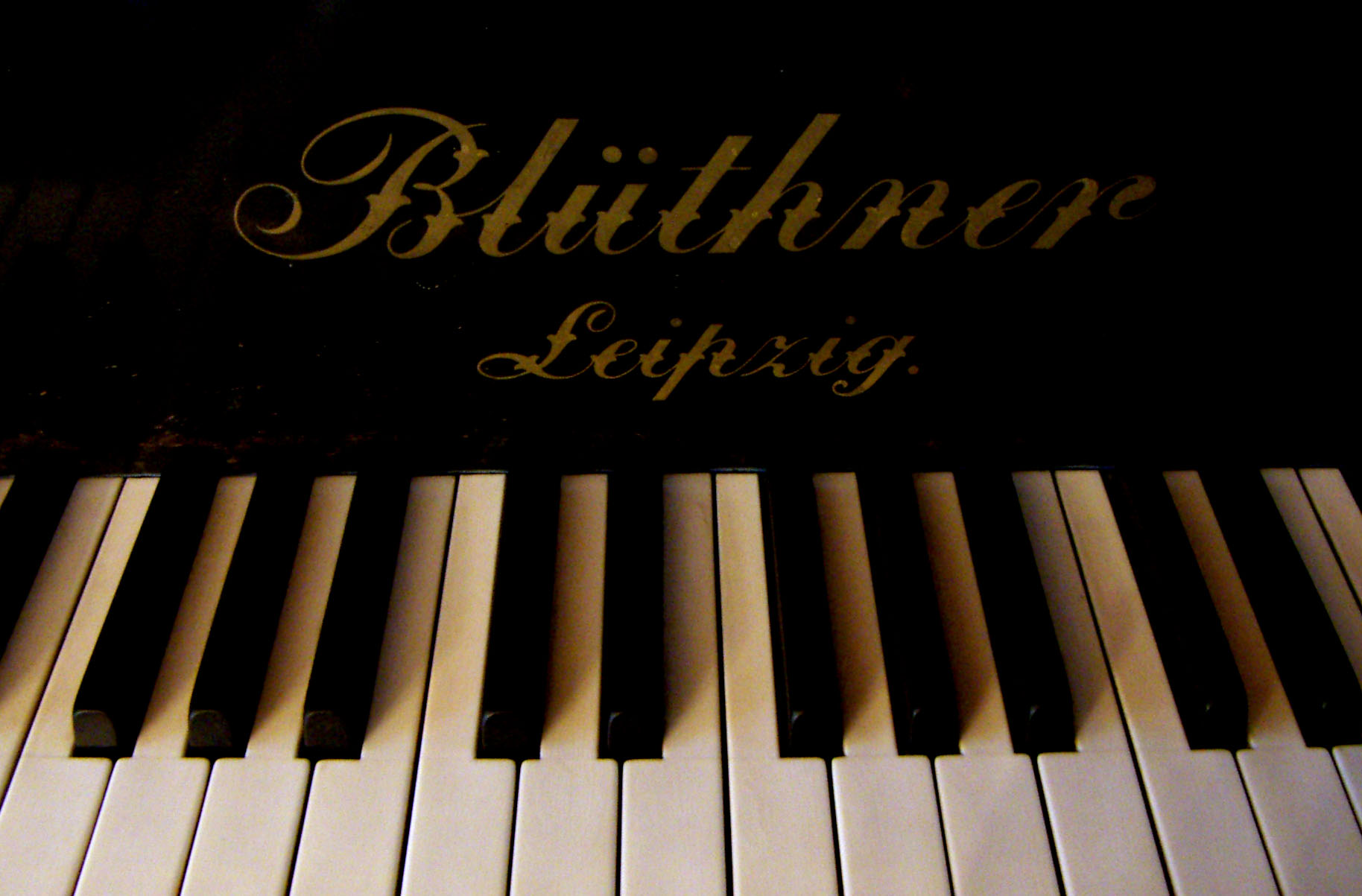
Los pianos de Blüthner eran considerados los más finos del mundo

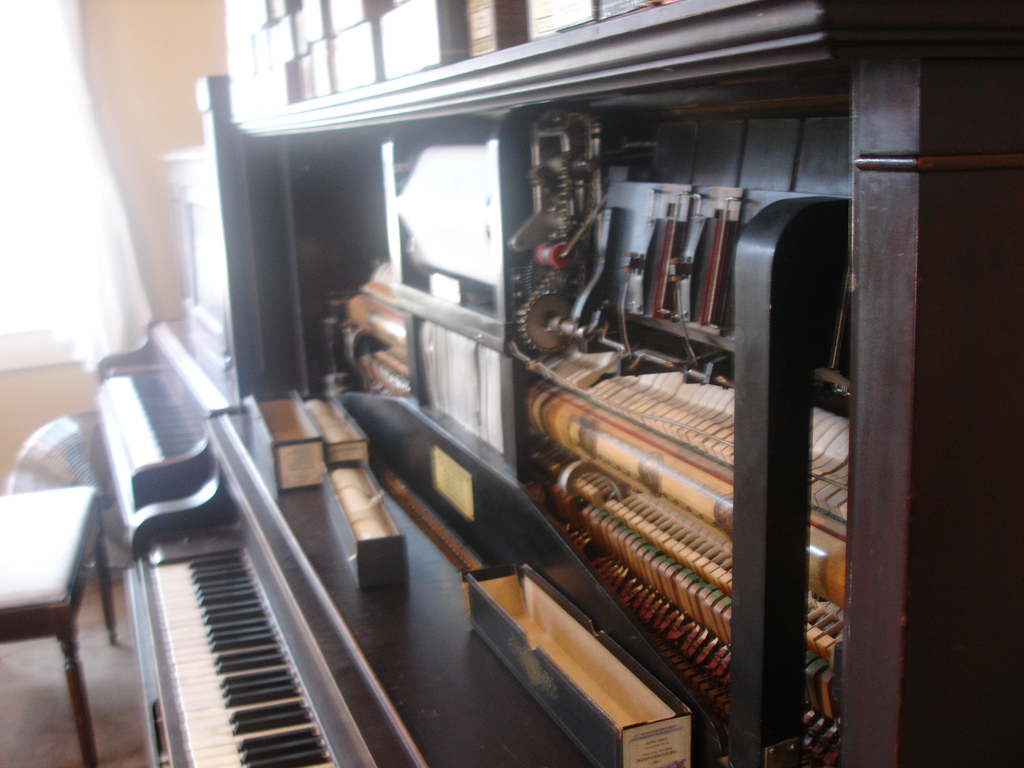
La pianola con sus rollos introdujo la música en muchos hogares de finales del siglo XIX

Los instrumentos favoritos en las casas durante el Porfiriato eran el piano y, ya a finales del siglo XIX, en 1898, la pianola, que con sus rollos colaboraba a que familias sin miembros con habilidad musical, crearan bellas melodías en casa. Ambos eran objetos irremplazables, pues aún no había radio . En cuanto a los jóvenes que decidían estudiar en el Conservatorio, su vida artística era difícil, ya que no había muchas oportunidades profesionales y terminaban aceptando trabajos mal pagados.

Con relación a las mujeres de clase alta, aquellas tocaban viejas melodías y sonatas entre las cuales había una marcada predilección por las de Chopin, y conciertos de la “soberana música clásica”. También gustaban los géneros musicales ligeros como el berceuse, el nocturno y desde luego de todo tipo de vals, aunque el alemán estuviese de moda. También estaban las marchas, dianas, oberturas, mazurcas, plegarias y misas. Entre los compositores más apreciados destacaban: Giacomo Meyerbeer, Frédéric Chopin, Johannes Brahms, Edvard Grieg, Ludwig van Beethoven, Cécile Chaminade, Robert Schumann, Nikolái Rimski-Kórsakov, Richard Wagner, Giuseppe Verdi y Hector Berlioz.
En algunos eventos tales como los religiosos, las fiestas particulares, o algún acontecimiento familiar importante, la música era transcendental.

## Durante el porfiriato
Estos años se caracterizaron por el gran impulso que recibió  la música formal, sobre todo en lo que se refiere a la producción del romanticismo y la música de salón.  Asimismo, permitió que los compositores mexicanos absorbieran las tendencias musicales de Europa y de otros países de América.
 Por un lado, de Europa, las principales influencias vinieron de Italia, Francia y Alemania; por otro lado, de América, la influencia provino de Estados Unidos y de Cuba. De Cuba llegó el género musical habanero, la fuerte influencia puede verse en canciones tales como La Golondrina de Narciso Serradell Sevilla.
La influencia europea se puede notar en las obras de Ricardo Castro, el cual fue el compositor más Chopiniano de su generación. Al escuchar las mazurcas y los valses se puede apreciar el tinte europeo.
Un evento significativo era la ópera, ya que ahí se reunían las clases acomodadas de la sociedad porfiriana y algunas veces acaparaban más la atención del público que los propios cantantes.

## Géneros

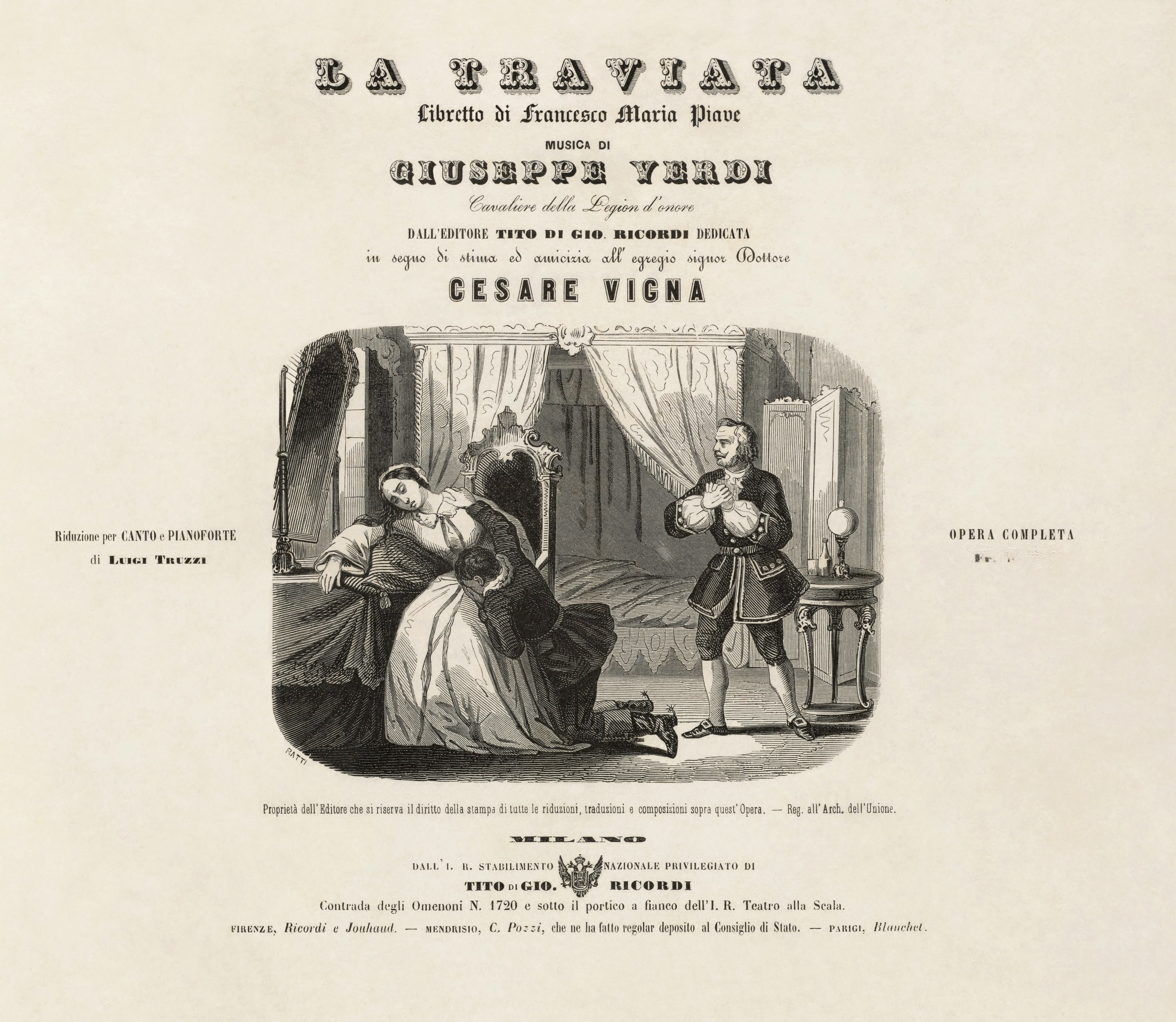
La Traviata de Giuseppe Verdi era una de las óperas favoritas del público mexicano

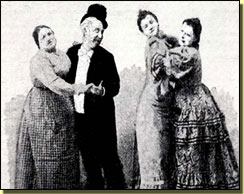
La Verbena de la Paloma, una de las zarzuelas más populares

Con respecto a los géneros con mayor popularidad, la mazurca, la polka, el vals, la ópera, la zarzuela y la habanera o danza cubana eran los preferidos del público.

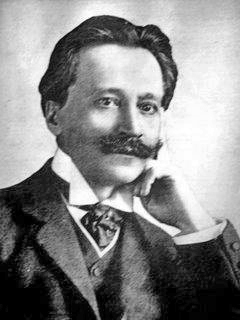
Ricardo Castro, compositor del Vals Capricho y de las primeras sinfonías y conciertos para piano y para violonchelo de su época

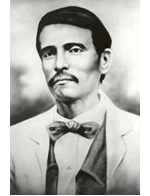
En mayo de 1911, cuando Porfirio Díaz abordó el Ypiranga rumbo al exilio, fue despedido por el vals "Dios nunca muere" del compositor oaxaqueño Macedonio Alcalá, su paisano

### Valses
Los valses más populares, de compositores mexicanos, fueron: 

- Vals Poético- Felipe Villanueva
- Vals Capricho y Aires Nacionales Mexicanos Ricardo Castro
- Sobre las Olas y Carmen, - Juventino Rosas
- Club verde – Rodolfo Campodónico
- Viva mi Desgracia- Francisco Cárdenas
- Manuelita y Mírame mis ojos Melesio Morales
- Vals brillante - Aniceto Ortega
- Cuando escuches este vals- Ángel J. Garrido

### Marchas bélicas
La marcha Dragona del michoacano Isaac Calderón nacido en el pueblo de Numarán. Se cuenta que en 1909 el Kaiser Guillermo II solicitó, y obtuvo, el permiso de Porfirio Díaz para que guardia personal la interpretara.
Genaro Codina fue un gran compositor zacatecano que hizo dos marchas: la famosa Zacatecas y la marcha Porfirio Díaz que es casi desconocida, a la que Carlos Esteva Loyola de la Orquesta Clásica de México rescató del olvido el 10 de mayo de 2015, ocasión en la que explicó:  "Una pareja de marchas sensacional. Desafortunadamente la de Porfirio Díaz ha estado proscrita cien años."
El duranguense Velino M. Preza compuso varias marchas muy populares como: Cuarto Poder, Lindas Mexicanas, Adelante y Viva México. Otra marcha muy popular era la Marcha Zaragoza del médico y compositor Aniceto Ortega de Villar

### Mazurcas y una polka
El compositor y pianista zacatecano Ernesto Elorduy fue el gran exponente de la mazurca, estilizada forma musical en la música clásica y de concierto, que fue durante mucho tiempo música de danza para las clases y posteriormente fue adoptada por las clases populares. Entre las que mazurcas de Elorduy destacan Polaca, María Luisa, Ojos Negros, Mignon, Rosita y Apasionada. 
Del músico Salvador Morlet no se sabe mucho, salvo que escribió una de las polkas más famosas y ahora tradicionales de México y que nace en la década de los años 1890, esta es, la polka «Las bicicletas».

### Orquestas típicas

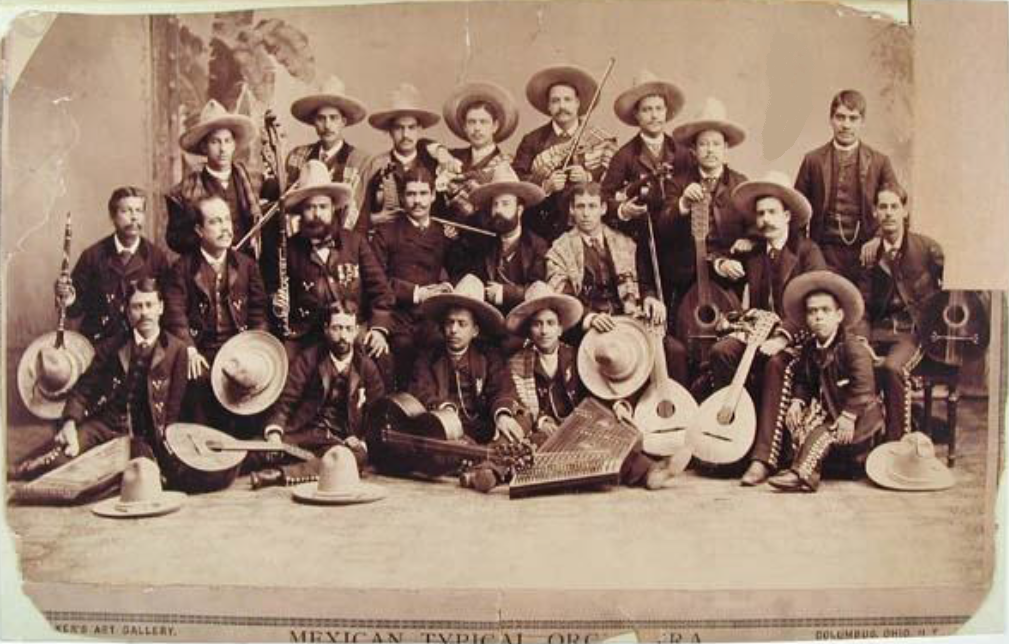
La Orquesta Típica Mexicana, c. 1885

Durante el porfiriato, empezaron a prosperar las orquestas típicas, bandas formadas por músicos profesionales vestidos con trajes de charro, que promovieron la cultura mexicana en el extranjero. Tocaron en bodas, fiestas patronales, celebraciones patrióticas y también  conciertos formales. La "Orquesta Típica de la Ciudad de México", fundada por Carlos Curti, fue una de las favoritas de Díaz quien la bautizó como "Orquesta Típica Mexicana". El presidente apoyó al grupo de Curti, porque tuvo problemas durante su campaña electoral en la que sus oponentes utilizaron la música popular como propaganda contra él. La orquesta fue declarada Patrimonio Cultural Intangible de la Ciudad de México el 31 de mayo de 2011.